# ENC28J60
ENC28J60 je samostatný Ethernet řadič produkovaný firmou Microchip Technology. K řídícímu kontroléru se připojuje pomocí rozhraní SPI (Serial Peripheral Interface), což je spojení vyžadující čtyři signály (clock, data in, data out a chip select). Chip je levný (dnes(3/2008) stojí na stránkách Microchipu okolo $3.3) a dodává se v PDIP pouzdře (tedy je možnost "ukotvení" do vývojových desek), což z něj dělá ideální variantu pro zájemce, kteří by si rádi poprvé implementovali nějakou síťovou aplikaci.
Kontrolér se nedodává s vlastní MAC adresou, takže v případě, že se bude produkovat/prodávat zařízení založené na tomto čipu, je nutné koupit od registrátora prostor adres. K dnešnímu datu (3/2008) stojí 4096 MAC adres okolo $550.

## ENC28J60 vlastnosti a základní zapojení
Tento kontrolér je navržen tak, aby splňoval všechny normy Ethernetu (IEEE 802.3). To zahrnuje početné množství filtrovacích možností pro omezení nebo "zahazování" příchozích paketů. Dále je v zařízení přítomen DMA (Direct Memory Access) modul pro rychlejší průchodnost dat a pro hardwarovou kalkulaci CRC, což velmi urychlí výpočet těchto kódů a tedy i propustnost paketů. ENC řadič implementuje přerušení i resetovací pin, takže může být lehce začleněno do komplexnějších přerušovacích a resetovacích systémů. Dále má dva vývody pro LEDky, které signalizují připojení k síti a síťovou aktivitu, tyto výstupy jsou konfigurovatelné i na signalizaci jiných "událostí". Aby bylo možné ENC připojit k Ethernet síti, je nutné do obvodu dodat pár diskrétních prvků(odpory, kapacity), krystal (povolen je jen 25Mhz, kvůli časování událostí na síti) a RJ45 konektor s integrovanými pulsními transformátory (cívky pro modulaci signálu mohou být připojeny ke konektoru i v externím pouzdře).

## Specifika ENC28J60
- IEEE 802.3 kompatibilní Ethernet kontrolér, plně kompatibilní s 10/100/1000Base-T sítěmi
- Integruje MAC a 10Base-T fyzickou vrstvu (PHY)
- Podporuje jeden 10Mbitový Ethernetový port s automatickou detekcí polarity diferenciálního signálu z kroucené dvoulinky a její korekce
- Podporuje Full a Half Duplex
- Programovatelné funkce: automatické znovuodeslání paketu po kolizi, vyplnění "zbytku" paketu nulami, generování CRC kódu a automatické odmítání špatných paketů
- Rychlost SPI rozhraní (myšleno hodinového signálu) až do 20Mhz